# Magistralinis kelias A1
A1 ist eine Fernstraße in Litauen. Sie ist ein Teil der Europastraße 85 und auf einem kürzeren Abschnitt der Europastraße 67 (Via Baltica).

## Verlauf

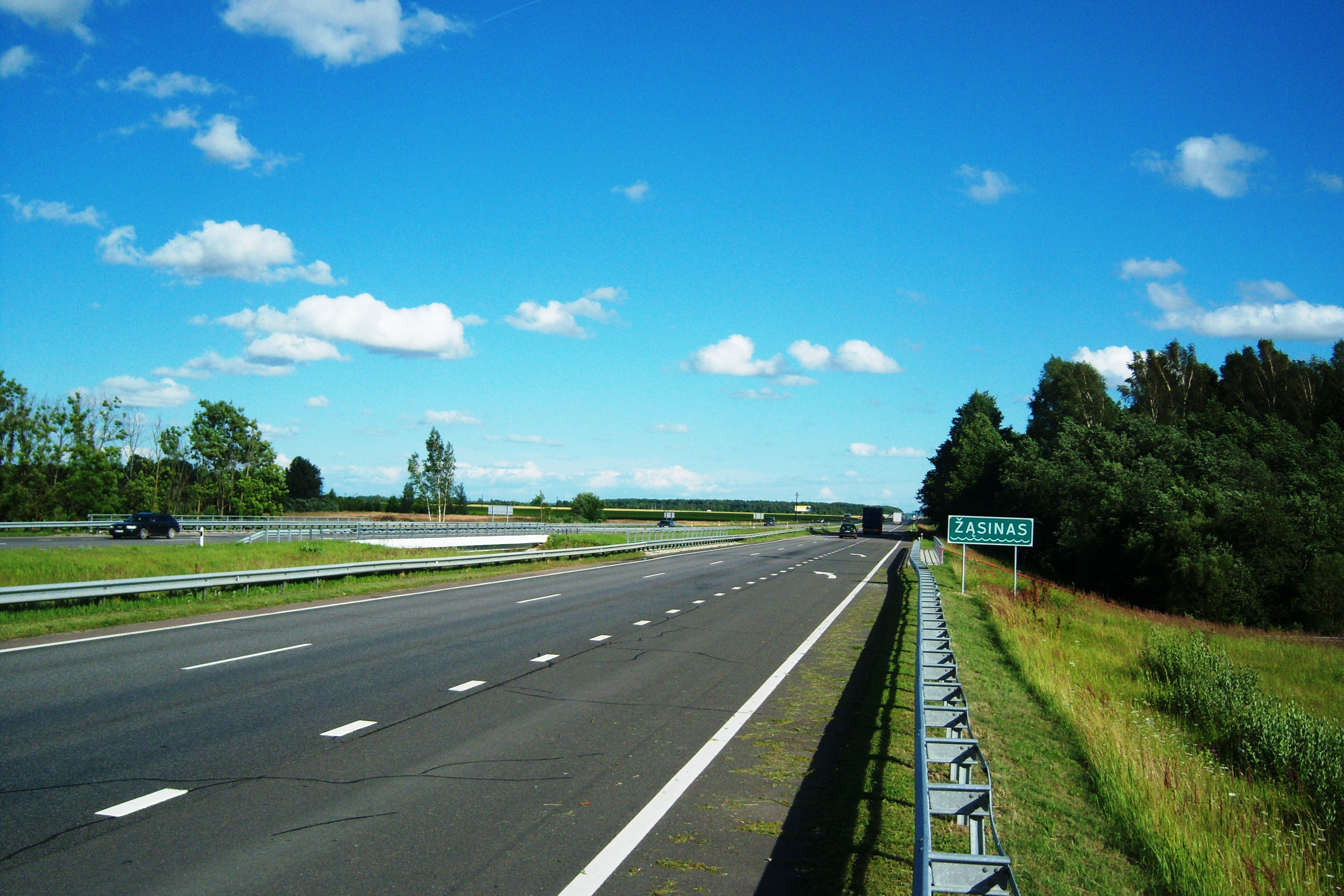
Übergang über den Fluss Žąsinas (2012)

Die Straße beginnt in der Hauptstadt Vilnius und führt über Grigiškės, Vievis und Kaunas, wo die Fernstraße Magistralinis kelias A5 nach Süden abzweigt, und weiter über den Abzweig der Fernstraße Magistralinis kelias A8, die nach Norden in die Stadt Panevėžys führt. Weiter kreuzt die westlich von Kaunas als Autobahn ausgebaute Straße bei Kryžkalnis die Fernstraße Magistralinis kelias A12 (Teil der Europastraße 77) und führt an Nemakščiai und Gargždai vorbei  nach Klaipėda (Memel), wo sie auf die Fernstraße Magistralinis kelias A13 trifft und endet.
Die Länge der zwischen Vilnius und Kaunas als Schnellstraße mit richtungsgetrennten Fahrbahnen und vierstreifig ausgebauten, zwischen Kaunas und Klaipėda Autobahncharakter aufweisenden Straße beträgt rund 311 km.